# Radek Philipp
Radek Philipp (* 12. února 1977, Ostrava, Československo) je český hokejový trenér a bývalý obránce.

## Hráčská kariéra
Rodák z Ostravy nastupoval za seniorský hokej od sezóny 1998/99 za HC Vítkovice. Hned v následující sezóně však vedle vítkovického mužstva nastoupil také ve 31 zápasech za Havířov. Další tři sezóny již strávil ve Vítkovicích. V roce 2003 přestoupil do finského Lahti, odkud během sezóny přešel do jiného klubu této ligy, do Espoo Blues, za které nastoupil také v playoff. Další sezónu (2004/2005) již ale opět trávil ve Vítkovicích. Zůstal tam i tu následují, po níž však přestoupil do ruské Ufy. V ní vydržel dvě sezóny a od ročníku 2008/2009 nastupoval za švédský klub Luleå HF, ale stihl odehrát i tři utkání za slovenské Košice. Sezónu 2009/2010 sice začal v ruském Jekatěrinburgu, ale v jejím průběhu (po odehrání 29 zápasů) se stěhoval do pražské Sparty, za níž od té sezóny pravidelně nastupoval až do léta 2014. Tehdy přestoupil do slovenského mužstva HC Košice, s nímž hned v první sezóně po svém přestupu vyhrál slovenskou soutěž. Během ledna 2016 přestoupil z Košic do Vítkovic, v nichž 30. dubna 2016 ve věku 39 let ukončil sportovní kariéru.

## Prvenství
- Debut v ČHL – 11. září 1998 (HC Velvana Kladno proti HC Vítkovice)
- První asistence v ČHL – 23. února 1999 (HC Vítkovice proti HC Slavia Praha)
- První gól v ČHL – 25. února 1999 (HC Vítkovice proti HC Becherovka Karlovy Vary, českému brankáři Rudolfu Pejcharovi)

## Klubová statistika
| Sezóna       | Klub                       | Soutěž       |     | Základní část | Základní část | Základní část | Základní část | Základní část |   | Play off | Play off | Play off | Play off | Play off |
| Sezóna       | Klub                       | Soutěž       | Z   | G             | A             | B             | TM            | Z             | G | A        | B        | TM       |          |          |
| 1996-97      | HK Kroměříž 20             | 1.ČHL-20     | 23  | 5             | 3             | 8             |               | —             | — | —        | —        | —        |          |          |
| 1997-98      | HC Havířov Panthers        | 1.ČHL        | 51  | 2             | 6             | 8             |               | —             | — | —        | —        | —        |          |          |
| 1998-99      | HC Vítkovice               | ČHL          | 46  | 1             | 2             | 3             | 38            | 4             | 0 | 0        | 0        | 4        |          |          |
| 1999-00      | HC Vítkovice               | ČHL          | 18  | 0             | 2             | 2             | 24            | —             | — | —        | —        | —        |          |          |
| 1999-00      | HC Havířov Panthers        | ČHL          | 31  | 1             | 2             | 3             | 38            | —             | — | —        | —        | —        |          |          |
| 2000-01      | HC Vítkovice               | ČHL          | 52  | 0             | 11            | 11            | 40            | 10            | 1 | 1        | 2        | 4        |          |          |
| 2001-02      | HC Vítkovice               | ČHL          | 48  | 0             | 2             | 2             | 64            | 14            | 0 | 1        | 1        | 16       |          |          |
| 2002-03      | HC Vítkovice               | ČHL          | 52  | 8             | 11            | 19            | 34            | 5             | 1 | 0        | 1        | 18       |          |          |
| 2003-04      | Pelicans                   | SM-l.        | 43  | 1             | 4             | 5             | 61            | —             | — | —        | —        | —        |          |          |
| 2003-04      | Espoo Blues                | SM-l.        | 9   | 0             | 1             | 1             | 2             | 8             | 0 | 1        | 1        | 2        |          |          |
| 2004-05      | HC Vítkovice               | ČHL          | 50  | 1             | 12            | 13            | 80            | 12            | 0 | 1        | 1        | 14       |          |          |
| 2005-06      | HC Vítkovice               | ČHL          | 49  | 5             | 8             | 13            | 86            | 6             | 0 | 0        | 0        | 10       |          |          |
| 2006-07      | Salavat Julajev Ufa        | RSL          | 53  | 2             | 6             | 8             | 54            | 8             | 1 | 0        | 1        | 27       |          |          |
| 2007-08      | Salavat Julajev Ufa        | RSL          | 46  | 0             | 2             | 2             | 40            | 6             | 0 | 0        | 0        | 0        |          |          |
| 2008-09      | HC Košice                  | SHL          | 3   | 1             | 1             | 2             | 8             | —             | — | —        | —        | —        |          |          |
| 2008-09      | Luleå HF                   | SvHl         | 54  | 4             | 7             | 11            | 50            | 5             | 0 | 0        | 0        | 8        |          |          |
| 2009-10      | Avtomobilist Jekatěrinburg | KHL          | 29  | 2             | 7             | 9             | 42            | —             | — | —        | —        | —        |          |          |
| 2009-10      | HC Sparta Praha            | ČHL          | 16  | 0             | 5             | 5             | 41            | 7             | 0 | 0        | 0        | 4        |          |          |
| 2010-11      | HC Sparta Praha            | ČHL          | 52  | 4             | 4             | 8             | 74            | —             | — | —        | —        | —        |          |          |
| 2011-12      | HC Sparta Praha            | ČHL          | 51  | 3             | 10            | 13            | 86            | 5             | 0 | 0        | 0        | 2        |          |          |
| 2012-13      | HC Sparta Praha            | ČHL          | 52  | 1             | 5             | 6             | 34            | 7             | 0 | 0        | 0        | 4        |          |          |
| 2013-14      | HC Sparta Praha            | ČHL          | 46  | 1             | 5             | 6             | 58            | 11            | 0 | 1        | 1        | 2        |          |          |
| 2014-15      | HC Košice                  | SHL          | 55  | 1             | 12            | 13            | 28            | 17            | 0 | 1        | 1        | 14       |          |          |
| Celkem v ČHL | Celkem v ČHL               | Celkem v ČHL | 563 | 25            | 79            | 104           | 697           | 81            | 2 | 4        | 6        | 88       |          |          |